# Vučja jazbina
Vučja jazbina je ime vjerojatno najpoznatijeg Hitlerovog sjedišta u II. svj. ratu.
Bila je vojno sjedište za Istočno bojište i jedno od tzv. "Führerhauptquartier" (Führerovih sjedišta) koji su bili smješteni u raznim dijelovima Europe. Kompleks je izgrađen 1941. za vrijeme operacije Barbarosse i njemačke invazije na SSSR. Smještena je u Masurijanskoj šumi, oko 8 kilometara udaljena od istočnopruskog grada Rustenburga, današnjeg Ketrzyna u Poljskoj.
Hitler je prvi put "Vučju jazbinu" posjetio 23. lipnja 1941., dok je posljednji dan koji je proveo u njoj bio 20. studenog 1944.
Kako ne bi pala u ruke Crvenoj armiji, koja je sve više nadirala prema zapadu, dignuta je u zrak 25. siječnja 1945. Ali pošto su pojedini bunkeri bili toliko debeli, nisu srušeni do temelja.

## O kompleksu
Odluka o izgradnji "Vučje jazbine" donesena je u jesen 1940. Odabrana lokacija bila je Masurijska šuma, nedaleko od ceste koja vodi od Rustenberga do Allensteina. Kompleks je imao površinu od 6,5 km2 i bio je podjeljen u tri zone.
Sperrkreis 1 (Sigurnosna zona 1) je bila najvažnija. U njoj su bili smješteni glavni bunker i sklonište. Također, tu su bili smješteni Hitler, Hermann Göring, Martin Bormann, Wilhelm Keitel i vođa njemačkih operacijskih snaga Alfred Jodl.
U Zoni 1 je bilo ukupno 10 bunkera, od kojih je svaki bio kamufliran i zaštićen dvometarskim armiranim betonskim zidom.
Sperrkreis 2 (Sigurnosna zona 2) bila je mjesto gdje su se nalazile vojarne i stambeni objekti u kojima su stanovali neki važni ministri Trećeg Reicha kao što su npr. Albert Speer, Joachim von Ribbentrop i Fritz Todt. U Zoni 2 je bilo i sjedište Hitlerove osobne garde.
Sperrkreis 3 (Sigurnosna zona 3) činila je vanjsko sigurnosno područje oko kompleksa i bila je minirana.
Na vrhuncu rada, kompleks je bio mjesto stanovanja i rada čak dvije tisuće ljudi, među njima i 20 žena.
Ime baze na engleski glasi "Wolf's lair" (Lair u prijevod znači "jazbina") pa je uobičajen naziv "Vučja jazbina".
Na njemačkom ime glasi "Wolfsschanze" (Schanze je vojnički termin i znači utvrda, rov).

## Dnevni raspored
Kada je Hitler bio u bazi dan je započinjao šetnjom sa psom oko 9 ili 10 sati. Potom je oko 10:30 očekivao dnevni izvještaj koji je dostavljan s obližnjeg uzletišta pokraj baze. Potom, kad bi pročitao izvještaj, bi imao sastanak s Keitelom i Jodlom koji je nerijetko trajao i do dva sata. U 14 sati slijedio bi ručak koji bi također bio vrlo dug (ponekad oko 2 sata). Hitler je uvijek sjedio na istom mjestu, između Jodla i Dietricha dok bi naspram njega sjedili Keitel, Bormann, Göring i general Karl Heinrich Bodenschatz.
Navečer bi se Hitler sastajao s Jodlom na briefingu, raspravljao o ne-vojničkim pitanjima i slušao Beethovena i Wagnera.

## Pokušaj atentata
Više o ovom članku možete pročitati ovdje: Srpanjska urota
"Vučja jazbina" bila je 20. srpnja 1944. mjesto atentata na Hitlera. Na redovnom sastanku sa svojim službenicima, ministrima i ostalima Hitler je govorio o zaustavljanju Crvene armije. Sastanku je prisustvovao i pukovnik Claus von Stauffenberg koji je u svojoj torbi nosio bombu i postavio ju nedaleko od Hitlera. Bomba je eksplodirala u 12:43.
Hitler je bio samo lakše ozlijeđen, dok su četvorica iz njegova kabineta poginuli. Od planirane dvije bombe, pukovnik Stauffenberg u žurbi je uspio aktivirati samo jednu jer je bio jednoruk. Hitleru je život vjerojatno spasio neko od njegova osoblja koji je torbu odmakao dalje od mjesta gdje ju je Stauffenberg prvi put postavio. Hitler je svoje preživljavanje vidio kao "božju providnost".

## Rušenje
Kada je Crvena armija dosegla granice Istočne Pruske u listopadu 1944. Hitler je naredio napuštanje baze. On sam je bazu napustio 20. studenog 1944. Kako nije želio da kompleks padne u ruke Crvenoj armiji, naredio je njezino uništenje. U noći s 24. na 25. siječnja baza je s mnogo tona TNT-a dignuta u zrak. Crvena armija u kompleks je ušla dva dana poslije, 27. siječnja 1945. i zatekla ga u ruševnom stanju. Konačno razminiranje baze trajalo je do 1955. (oko kompleksa bilo je postavljeno 54 000 mina).

## Vanjske poveznice
- Arhivirana inačica izvorne stranice od 24. veljače 2012. (Wayback Machine)
- Službene stranice

|  | Zajednički poslužitelj ima stranicu o temi Vučja jazbina |